# Hallsberg (gemeente)
Hallsberg is een Zweedse gemeente de provincie Örebro län. Ze heeft een totale oppervlakte van 673,8 km² en telde 15.401 inwoners in 2004.

## Plaatsen
- Hallsberg (plaats)
- Pålsboda
- Sköllersta
- Östansjö
- Vretstorp
- Hjortkvarn
- Svennevad
- Samsala
- Björnhammaren